# Chalcis myrifex
Chalcis myrifex är en stekelart som först beskrevs av Sulzer 1776.  Chalcis myrifex ingår i släktet Chalcis och familjen bredlårsteklar. Inga underarter finns listade i Catalogue of Life.